# Ramires (futbolista nacido en 2000)
Eric dos Santos Rodrigues (Salvador, Brasil; 10 de agosto de 2000) es un futbolista brasileño. Juega como centrocampista y su equipo es el Red Bull Bragantino del Brasileirão de Brasil.

## Clubes
| Club                         | País   | Año       |
| ---------------------------- | ------ | --------- |
| E. C. Bahia                  | Brasil | 2018-2021 |
| F. C. Basilea (cedido)       | Suiza  | 2019-2020 |
| Red Bull Bragantino (cedido) | Brasil | 2020-2021 |
| Red Bull Bragantino          | Brasil | 2022-     |